# Repudium
Repudium – instytucja prawna obecna od starożytnego Rzymu do średniowiecza. Polegała na możliwości jednostronnego oddalenia żony (bądź zaręczonej mu kobiety) przez męża lub męża przez żonę (rzadsze). Było równoważne, ale nie tożsame z rozwodem i różniło się od divortium jednostronnością. W prawie rzymskim nie było ograniczeń co do jego dokonania, jedyną faktyczną przeszkodą mógł być brak zgody pater familiae. Repudium wiązało się ze zwrotem posagu. Nie przewidywano dla niego specjalnej formy prawnej, zazwyczaj przeprowadzano je przez odebranie współmałżonkowi kluczy lub wysłanie posłańca z wiadomością, później pod wpływem wzorców ze wschodu stosowano też listy rozwodowe. W średniowieczu popularną praktyką stało się odsyłanie żony do klasztoru czy monasteru.
Od czasów Konstantyna Wielkiego nastąpiło ograniczenie możliwości repudium. Jego konstytucja z 331 roku przewidywała trzy słuszne powody rozwodu: po stronie męża zabójstwo, okradanie grobów i trucicielstwo, a po stronie żony cudzołóstwo, stręczycielstwo, trucicielstwo. Za oddalenie współmałżonka z innych przyczyn kobiecie groziła utrata posagu, przepadek mienia znajdującego się w domu męża oraz deportację. Mężczyzna musiał zaś obowiązkowo zwrócić posag, a w przypadku kolejnego małżeństwa była żona miała prawo wejść do domu i zabrać posag kolejnej. Mimo wszystko repudium bez podania przyczyny i tak rozwiązywało małżeństwo.
Konstytucja cesarzy Flawiusz Honoriusza i Konstansa II z 421 roku dzieliła przyczyny repudium na poważne i przeciętne (za oddalenie na podstawie tych drugich przesłanek groziły kary). Katalog ten rozszerzyli w 449 roku cesarze Teodozjusz II i Walentynian III. Po stronie męża były to przesłanki: cudzołóstwo, zabójstwo, trucicielstwo, zdrada państwa, krzywoprzysięstwo, fałszerstwo, świętokradztwo, bandytyzm lub przechowywanie bandytów, kradzież bydła, porywanie wolnych ludzi, obcowanie z kobietami lekkich obyczajów w domu, próba zabicia żony czy udowodniona chłosta wolno urodzonej. Zmiana cesarzy utrudniła jednak repudium, gdy należało chronić interes dzieci.
Kolejne reformy wprowadził w 533 roku oraz w wydanych dziewięć lat później nowelach Justynian Wielki. Rozszerzył katalog przyczyn o: doprowadzenie przez żonę do aborcji, erotyczne kąpiele z innym mężczyzną lub poszukiwanie męża, gdy pozostaje w małżeństwie. Justynian w Noweli 136 z 556 przewidywał kary za oddalenie współmałżonka bez powodu, chyba że złożył on ślub czystości (to ostatnie rozwiązanie anulował jego syn Justyn II rok po jego śmierci w Noweli 140).